# Calais (Vermont)
Calais és una població dels Estats Units a l'estat de Vermont. Segons el cens del 2000 tenia 1.529 habitants.

## Demografia
Segons el cens del 2000, Calais tenia 1.529 habitants, 616 habitatges, i 418 famílies. La densitat de població era de 15,5 habitants per km².
Per edats la població es repartia de la següent manera: un 25,8% tenia menys de 18 anys, un 5% entre 18 i 24, un 26,3% entre 25 i 44, un 32,8% de 45 a 60 i un 10,1% 65 anys o més.
L'edat mediana era de 41 anys. Per cada 100 dones de 18 o més anys hi havia 100,4 homes.
La renda mediana per habitatge era de 46.083 $ i la renda mediana per família de 49.107 $. Els homes tenien una renda mediana de 33.000 $ mentre que les dones 27.917 $. La renda per capita de la població era de 20.722 $. Entorn del 4,9% de les famílies i el 6,5% de la població estaven per davall del llindar de pobresa.